# Svetla Otsetova
Svetla Otsetova, född den 23 november 1950 i Sofia i Bulgarien, är en bulgarisk roddare.
Hon tog OS-guld i dubbelsculler i samband med de olympiska roddtävlingarna 1976 i Montréal.